# 쌍성총관부
쌍성총관부(雙城摠管府)는 1258년(고종 45년)에 원나라가  화주(和州)에 설치한 통치기구이다. 쌍성총관부는 "雙城等處軍民總官府"의 약칭이다.
쌍성총관부는 동녕부 와 함께 고려인의 배반으로 몽골의 직속령이 되는 영토라는 공통점이 있다. 공민왕은 원나라의 지배에서 벗어나려는 주권 회복 및 영토 회복을 위한 북벌 정책의 핵심으로, 이 쌍성총관부를 무력으로 격파하고 잃어버린 영토를 되찾았다.

## 설치
1258년(고종 45년)에 몽골의 별장이 동여진(東女眞)을 경유하여 장성(長城) 이남을 침공했다. 이들이 화주에 이르자 당시 동북면병마사 신집평은 주민들과 병사들을 이끌고 저도에 들어가 지키다가 죽도로 이동하였다. 그러나 고려 사람으로 원래 한양부 사람(本漢陽府人) 조휘와 정주 사람(定州人)탁청 등이 동북면병마사 신집평과 등주부사 박인기, 화주부사 김선보를 죽이고, 철령 이북의 땅을 바치며 몽골에 투항했다.
몽골은 새로 점령한 이 지역을 다스릴 기구로 쌍성총관부를 설치했다. 이때 초대 총관으로 조휘가 임명되었고, 탁청은 천호에 임명되었다. 이후 쌍성총관은 한양 조씨 집안이 세습하여 조휘의 아들 조양기, 손자 조림, 증손 조소생이 이어받았고, 천호도 탁청의 후손이 세습하였다.

## 탈환
쌍성총관부 탈환은 1356년(공민왕 5년)에 시작되었다. 1356년 음력 4월에서 음력 8월 사이에 추밀원부사였던 유인우(柳仁雨)는 동북병마사가 되어, 공민왕으로부터 쌍성총관부 탈환을 명령받고 대호군 공부보(貢夫甫), 종부령 김원봉(金元鳳), 강릉도 존무사(江陵道存撫使) 이인임 등과 함께 출정했다.
이때 조휘의 증손인 총관 조소생과 천호 탁도경은 필사적으로 반격했으나 조휘의 친손자인 조돈(趙暾)과 이자춘과 그의 아들 이성계가 내부에서 고려군과 내통하여 쌍성총관부의 성문을 열었다. 쌍성총관부는 함락되었고, 조소생은 도망갔다.
이후 유인우는 화주목(和州牧)을 설치하여 쌍성총관부가 관할하던 관할 지역을 수복했다. 쌍성총관부 함락에 공을 세운 이자춘은 동북병마사가 되어 중앙으로 진출할 수 있었고, 쌍성총관부의 초대 총관이었던 조휘의 후손인 조돈도 조카인 총관 조소생을 몰아내고 쌍성총관부 함락에 적극 협력하여 공을 세움으로써 조상의 배신을 청산하고 새로이 고려 중앙 정계에 진출했다. 이후 조돈은 조선 건국에도 관여하여 개국 공신에까지 이르렀다. 이성계가 나중에 태종을 싫어하여 함흥으로 떠나버린 것도 그의 출신지가 이 지역이었기 때문이다.

## 같이 보기
- 동녕총관부
- 탐라총관부